# Eparchia della Santa Croce di Parigi
L'eparchia della Santa Croce di Parigi (in latino: Eparchia Sanctae Crucis Lutetiae Parisiorum) è una sede della Chiesa armeno-cattolica in Francia immediatamente soggetta alla Santa Sede. Nel 2022 contava 35.000 battezzati. È retta dall'eparca Elie (Yéghia) Yéghiayan, I.C.P.B.

## Territorio
La giurisdizione dell'eparchia si estende a tutti i fedeli di rito armeno residenti in Francia.
Sede eparchiale è la città di Parigi, dove si trova la cattedrale della Santa Croce (Sainte-Croix).
Il territorio è suddiviso in 6 parrocchie, collocate nelle seguenti città: Parigi, Arnouville, Lione, Marsiglia, Saint-Chamond e Valence.
A Sèvres sorge un convento dell'Ordine mechitarista.

## Storia
L'esarcato apostolico di Francia per i fedeli di rito orientale fu eretto il 22 luglio 1960 con la bolla Sacratissima di papa Giovanni XXIII. Precedentemente tali fedeli erano sottoposti alla giurisdizione dell'ordinariato di Francia per i fedeli di rito orientale, eretto il 16 giugno 1954.
Il 30 giugno 1986 l'esarcato apostolico è stato elevato a eparchia con la bolla In Petro Apostolorum di papa Giovanni Paolo II e ha assunto il nome attuale.
Dal 1991 gli eparchi di Parigi svolgono anche l'incarico di visitatori apostolici per gli Armeni residenti in Europa occidentale (soprattutto Svezia, Austria e Italia).

## Cronotassi dei vescovi
Si omettono i periodi di sede vacante non superiori ai 2 anni o non storicamente accertati.
- Garabed Amadouni † (22 luglio 1960 - 15 marzo 1971 dimesso)
  - Sede vacante (1971-1977)
- Grégoire (Krikor) Ghabroyan, I.C.P.B. † (3 gennaio 1977 - 2 febbraio 2013 ritirato[2])
- Jean Teyrouz, I.C.P.B. (2 febbraio 2013 - 23 giugno 2018 ritirato)
- Elie (Yéghia) Yéghiayan, I.C.P.B., dal 23 giugno 2018

## Statistiche
L'eparchia nel 2022 contava 35.000 battezzati.
| anno | popolazione | popolazione | popolazione | presbiteri | presbiteri | presbiteri | presbiteri                | diaconi | religiosi | religiosi | parrocchie |
| anno | battezzati  | totale      | %           | numero     | secolari   | regolari   | battezzati per presbitero | diaconi | uomini    | donne     | parrocchie |
| ---- | ----------- | ----------- | ----------- | ---------- | ---------- | ---------- | ------------------------- | ------- | --------- | --------- | ---------- |
| 1969 | ?           | 160.000     | ?           | 9          | 6          | 3          | ?                         |         | 3         | 9         | 8          |
| 1980 | 20.000      | ?           | ?           | 8          | 4          | 4          | 2.500                     |         | 4         | 9         | 6          |
| 1990 | 30.000      | ?           | ?           | 9          | 2          | 7          | 3.333                     |         | 7         | 3         | 7          |
| 1999 | 30.000      | ?           | ?           | 5          | 1          | 4          | 6.000                     |         | 4         | 6         | 6          |
| 2000 | 30.000      | ?           | ?           | 6          | 2          | 4          | 5.000                     |         | 4         | 4         | 6          |
| 2001 | 30.000      | ?           | ?           | 6          | 2          | 4          | 5.000                     |         | 4         | 4         | 6          |
| 2002 | 30.000      | ?           | ?           | 5          | 1          | 4          | 6.000                     |         | 4         | 3         | 6          |
| 2003 | 30.000      | ?           | ?           | 5          | 1          | 4          | 6.000                     |         | 4         | 4         | 6          |
| 2004 | 30.000      | ?           | ?           | 4          | 1          | 3          | 7.500                     |         | 3         | 5         | 6          |
| 2009 | 30.000      | ?           | ?           | 4          |            | 4          | 7.500                     |         | 4         | 4         | 6          |
| 2010 | 30.000      | ?           | ?           | 4          |            | 4          | 7.500                     |         | 4         | 4         | 6          |
| 2014 | 30.000      | ?           | ?           | 7          | 1          | 6          | 4.285                     |         | 6         | 2         | 6          |
| 2017 | 35.000      | ?           | ?           | 6          | 2          | 4          | 5.833                     |         | 4         | 3         | 6          |
| 2020 | 35.000      | ?           | ?           | 8          | 2          | 6          | 4.375                     |         | 6         | 3         | 6          |
| 2022 | 35.000      | ?           | ?           | 8          | 2          | 6          | 4.375                     |         | 6         | 3         | 6          |